# ستيف وودبيري
ستيف وودبيري (بالإنجليزية: Steve Woodberry)‏ مواليد 9 أكتوبر 1971 في ويتشيتا، هو مدرب كرة سلة أمريكي ولاعب معتزل. بدأ مسيرته الاحترافية في سنة 1994. يدرب في تجمع ساحل الأطلسي. يبلغ طوله 6 قدم 4 بوصة (1.9 م). اعتزل اللعب في 2006.

## إحصائيات المسيرة

### الدوري الأوروبي
| السنة   | الفريق              | لعب | بدأ | دقيقة | ميداني% | ثلاثية | حرة  | ارتداد | صنع | استلاب | تصدي | نقطة | أداء |
| ------- | ------------------- | --- | --- | ----- | ------- | ------ | ---- | ------ | --- | ------ | ---- | ---- | ---- |
| 2000–01 | زالغيريس لكرة السلة | 12  | 12  | 33.8  | .432    | .438   | .750 | 4.8    | 2.8 | 1.6    | .3   | 11.9 | 13.8 |
| 2001–02 | زالغيريس لكرة السلة | 14  | 14  | 31.2  | .496    | .333   | .696 | 4.5    | 3.1 | 1.4    | .1   | 12.5 | 15.1 |
| 2002–03 | أثينز               | 1   | 0   | 17.0  | .667    | .000   | .500 | 1.0    | 2.0 | .0     | .0   | 5.0  | 6.0  |
| المسيرة |                     | 27  | 26  | 31.9  | .468    | .389   | .711 | 4.5    | 2.9 | 1.4    | .2   | 12.0 | 14.2 |

## روابط خارجية
- ستيف وودبيري على موقع الاتحاد الدولي لكرة السلة (الإنجليزية)
- ستيف وودبيري على موقع الدوري الأوروبي لكرة السلة (الإنجليزية)
- ستيف وودبيري على موقع كرة السلة الأوروبية.كوم (الإنجليزية)
- ستيف وودبيري على موقع كلية كرة السلة في سبورتس رفرنس.كوم (الإنجليزية)
- ستيف وودبيري على موقع ريلجم (الإنجليزية)
- ستيف وودبيري على موقع بروبوليرز (الإنجليزية)
- ستيف وودبيري على موقع سبورتس رفرنس (الإنجليزية)